# 檜垣直右

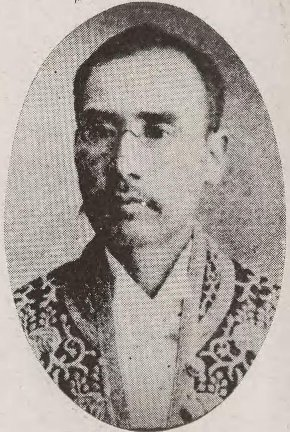
檜垣直右

檜垣 直右（ひがき なおすけ、1851年11月1日（嘉永4年10月8日） - 1929年7月26日）は、日本の教育者、文部・内務官僚。官選県知事、錦鶏間祗候。旧姓・宇野、幼名・安之進。

## 経歴
長州藩士・宇野次荘右衛門の二男として生まれ、檜垣五百重の養子となる。1874年1月、東京師範学校を卒業し、同年3月、名東県三等訓導となる。
1876年12月、愛媛県讃岐師範学校長に就任。1882年5月、愛媛県師範学校長となる。1883年7月、石川県に転じ二等属となり、1886年12月24日、石川県尋常師範学校長に就任。1887年12月、文部省に転じ視学官となり、以後、同省第一地方部担任、普通学務局第一課長、第三地方部担任、普通学務局第三課長兼第二課長などを歴任。
1893年2月、内務省に転じ秋田県書記官に就任。福島県書記官を経て、1900年1月、富山県知事に就任。1902年2月に岡山県知事に着任すると、宇野港改築三ヶ年継続事業案などを岡山県会に提案したが、戦後負担の増大などのため大差で議案は否決された。それでも築港計画を推進し、内務大臣の指揮を受けて1906年（明治39年）1月から知事権限で宇野港改築の原案執行を告示した。1906年8月の起工式直前、7月28日に休職。1908年7月27日、休職満期となる。
1910年10月、朝鮮総督府、京畿道長官として復帰。1916年3月まで在任し退官。1917年12月15日、錦鶏間祗候を仰せ付けられた。
築港計画を進めた宇野港には檜垣の像が建てられている。

## 栄典
位階
- 1908年（明治41年）9月30日 - 正四位[5]
- 1915年（大正4年）12月20日 - 従三位[6]

勲章等
- 1895年（明治28年）3月12日 - 木杯一個[7]
- 1900年（明治33年）12月20日 - 勲五等瑞宝章[8]
- 1906年（明治39年）4月1日 - 勲三等旭日中綬章[9]
- 1915年（大正4年）11月10日 - 大礼記念章[10]